# TPP協定交渉時の資料・交渉時に議論された影響
TPP協定交渉時の資料・交渉時に議論された影響（てぃぴいぴききょうていこうしょうじのしりょう・こうしょうじにぎろんされたえいきょう）。ここでは環太平洋パートナーシップ協定（TPP協定）の交渉時の資料・交渉時に議論された影響について記述する。最終的な合意内容とは相違する部分もあるが、交渉についての歴史的資料として修正しないで記載する。現在の状況については、環太平洋パートナーシップに関する包括的及び先進的な協定（CPTPP協定）」を含め、環太平洋パートナーシップ協定を参照ください。

## TPP協定交渉時の資料

### 大枠合意
2011年11月12日に拡大交渉は大枠合意に至り、輪郭が発表された。その中で、以下の5つが「重要な特徴」として挙げられている。
1. 包括的な市場アクセス（関税その他の非関税障壁を撤廃）
2. 地域全域にまたがる協定（TPP参加国間の生産とサプライチェーンの発展を促進）
3. 分野横断的な貿易課題（TPPに以下を取り込みAPEC等での作業を発展させる）
  1. 規制制度間の整合性：参加国間の貿易を継ぎ目のない効率的なものとする
  2. 競争力及びビジネス円滑化：地域の経済統合と雇用を促進する
  3. 中小企業：中小企業による国際的な取引の促進と貿易協定利用を支援
  4. 開発：TPPの効果的な履行支援等により、参加国の経済発展上の優先課題が前進
4. 新たな貿易課題：革新的分野の製品・サービスの貿易・投資を促進し、競争的なビジネス環境を確保
5. 「生きている」協定：将来生じる貿易課題や新規参加国によって生じる新しい課題に対応するため、協定を適切に更新

同大枠合意に示される以上の交渉内容の詳細については、その時点では、交渉参加国から公表されていない。

### 守秘義務合意
2011年11月29日、ニュージーランド外務貿易省のマーク・シンクレアTPP首席交渉官は、率直かつ生産的な交渉を促進するために、通常の交渉慣行に沿って、交渉文書、政府の提案、添付資料、交渉の内容に関連した電子メール、交渉場面で交換されるその他の情報を、発効後4年間 秘密にすることに合意したことをニュージーランド公式サイトに掲載した。TPPが成立しなかった場合は、交渉の最後の会合から4年間秘匿される。一方で、2011年10月3日、同首席交渉官は、ニュージーランド外務貿易省のウェンディ・ヒントンが、アナンド・グローバーの質問に対し、最終TPP文書は批准前の議会審査の時点で公的に利用可能になると2011年8月8日に回答したことをニュージーランド公式サイトに掲載した。
2012年1月27日に当時の総理大臣・野田佳彦はこれは通常の交渉の慣行に沿った扱いであるとした。

### 拡大交渉会合への参加手順
拡大交渉会合に参加していない国が、交渉国として拡大交渉会合に参加するには、既存の拡大交渉会合参加国全ての承諾が必要である。

### その後の流れ
2011年12月の第10回の拡大交渉会合の概要で、「『オブザーバー参加や交渉参加前の条文案の共有は認めない』との従来方針の再確認」と「『交渉会合中はこうした国との協議は行わない』ことで意見が一致した」となされている。

### 交渉参加後発国の追加条件
後れて交渉参加を表明したカナダとメキシコが、既に交渉を始めていた九カ国から「交渉を打ち切る権利は九カ国のみにある」、「既に現在の参加国間で合意した条文は原則として受け入れ、再交渉は要求できない」との追加条件を承諾した上で参加を認められていたと東京新聞は報じた（2013年3月）。
2013年3月8日、外務大臣の岸田文雄は、第183回国会の衆議院予算委員会にて、当事者であるメキシコやカナダ自身が自らの立場を明らかにしていない、日本はそうした条件の提示はされていないと答弁した。
2013年3月15日、安倍晋三内閣総理大臣は、メキシコとカナダに送付されたと報道されている念書は受け取っていないとしながらも、「遅れて参加した日本がそれをひっくり返すことが難しいのは、厳然たる事実」として「だからこそ、1日も早く交渉に参加しなければならない」とした内容を参加表明と同時に発表した。
2013年4月18日、北海道新聞は、社説で、条件提示を政府が最近になってようやく認めたとしている。

### 作業部会
拡大交渉会合では、以下の24の作業部会が設けられている。

## 経済への影響

### 関連資料
関係国の経済規模
|            |                  | 人口          | GDP (MER)      | 一人あたり GDP (MER) | GDP (PPP)      | 一人あたり GDP (PPP) |
| ---------- | ---------------- | ------------- | -------------- | -------------------- | -------------- | -------------------- |
| 原加盟国   | シンガポール     | 473.7万人     | 1,819億ドル    | 38,972ドル           | 2,387億ドル    | 51,142ドル           |
| 原加盟国   | チリ             | 1724.8万人    | 1,695億ドル    | 10,121ドル           | 2,430億ドル    | 14,510ドル           |
| 原加盟国   | ニュージーランド | 426.6万人     | 1,284億ドル    | 30,030ドル           | 1,157億ドル    | 27,060ドル           |
| 原加盟国   | ブルネイ         | 40.0万人      | 145億ドル      | 37,076ドル           | 196億ドル      | 50,116ドル           |
| 新規参加国 | オーストラリア   | 2129.3万人    | 1兆0,106億ドル | 47,395ドル           | 7,953億ドル    | 37,298ドル           |
| 新規参加国 | ベトナム         | 8423.8万人    | 898億ドル      | 1,040ドル            | 2,403億ドル    | 2,783ドル            |
| 新規参加国 | ペルー           | 2916.5万人    | 1,275億ドル    | 4,451ドル            | 2,458億ドル    | 8,580ドル            |
| 新規参加国 | マレーシア       | 2746.8万人    | 2,222億ドル    | 8,140ドル            | 3,841億ドル    | 14,071ドル           |
| 新規参加国 | カナダ           | 3412.7万人    | 1兆5,109億ドル | 46,215ドル           | 1兆3,032億ドル | 39,182ドル           |
| 新規参加国 | メキシコ         | 1億0961.0万人 | 1兆0,881億ドル | 9,566ドル            | 1兆5,480億ドル | 14,560ドル           |
| 新規参加国 | 日本             | 1億2805.6万人 | 5兆4,589億ドル | 42,821ドル           | 4兆3,095億ドル | 33,805ドル           |

### PECC(太平洋経済協力会議)試算
ブランダイス大学のピータ・ペトリ教授が担当したPECCの試算では、関税撤廃に加えて非関税措置の削減、サービス・投資の自由化の効果も含めて試算した。
TPP(12か国)に参加した場合は1050億ドル程度(10兆円程度,GDP比2.0%)、RCEPに参加した場合は960億ドル(GDP比1.8%)、FTAAPに参加した場合は2280億ドル(GDP比4.3%)の効果がそれぞれあるとしている。
ペトリらは労働生産性と実質賃金が同じ上昇率になるとする前提条件も用いているが、現実には1970年代後半から米国の労働分配率は低下している。
ペトリらは計算を容易にするために、政府の財政収支と経常収支が共に均衡しているとする条件も用いている。だが現実の世界では、景気悪化の局面では政府は財政赤字を拡大させて景気底上げを図るだろう。経常収支の均衡も現実的とは言えない。リーマンショック以前、米国と東アジアとの間で経常収支の大きな不均衡が生じていた。
ペトリらによる試算は2008年のリーマンショック以前のデータに基づいている。計算過程において経済成長、輸入額、政府債務額、設備投資等様々な数値・変数を関連付けるわけだが、危機以前のデータを用いればその関連付けが危機以前のトレンドを使ってなされることになる。結果として算出されるマクロ経済指標は危機以前の延長上のものでしかなく、金融危機以後の経済事情がうまく反映されない。
ペトリらはFDI(foreign direct investment)が大幅に増加するというシナリオで試算を出している。TPPの全インカムゲインの3分の1を生み出すというシナリオである。

### タフツ大学の研究者による試算
タフツ大学の研究者らによる試算では、TPPに加盟した場合、2025年までに全ての加盟国でTPPが雇用へのダメージになると予測されている。雇用への打撃が最も軽度なのはニュージーランドの6000人分であり、そして最も深刻な打撃を受けるのは米国であり約45万人分の雇用が失われる。カナダでは約58000人分の雇用が失われる。日本でも約75000人分の職が失われることになると予測されている。
TPPに加盟した場合、2025年までにどれだけの雇用が創出されるか(千人)
TPPに加盟した場合、2025年までに全ての加盟国で労働分配率が低下すると予測されている。カナダでは労働分配率が0.86パーセント、米国では1.31パーセントほど押し下げられると考えられている。低下の度合いはラテンアメリカ諸国が最も小さく0.54%、最も打撃が大きいのが日本の2.32%である。
TPPに加盟した場合、2025年までに労働分配率がどれだけ変化するかをGDPに対する比率で示したもの(%)
TPPに加盟した場合、TPPがもたらす各国の経済成長率への影響にはばらつきがある。10年間で経済成長率をどれだけ底上げするかについては、ラテンアメリカ諸国や東南アジア諸国では10年間で2%以上の押し上げになる。(それでも単年度で見れば0.2から0.3%程度の押し上げでしかない。)
一方、日本や米国ではTPPは経済成長にマイナスに作用してしまうと予測されている。
TPPに加盟した場合、2025年までにTPPがGDP成長率をどれだけ後押しするか(%)

## 重大な問題点

### ウィキリークスによる「TPPの草案」の一部公開
ウィキリークスがTPPの草案の一部を入手し書類を公開した。リークされたのは知的財産分野の条文草案で、TPP交渉会合の首席交渉官会合で配布された英文資料95ページとなっている。
文書では、以下のことが明らかになった。
著作権侵害について、著作権を持っている権利者が権利侵害を申請していない状態であっても、警察などの非権利者が法的措置を実行できる「著作権侵害の非親告罪化」をし、商業的動機なく実行される著作権侵害に対しても刑事制裁を確実に適用することが見込まれている。
また、この条項について文書では米国など10カ国が賛成にまわり、日本とベトナムは反対をしていた。その他ソフトウェアの改造などの「デジタルロックの開錠」を違法とすることや安価なジェネリック医薬品などの利用が制限される提案が米国からなされている。
TPPの問題点の指摘
シドニー・モーニング・ヘラルドは公開文書から、以下の様に指摘した（2013年11月）。
ウィキリークスの編集長ジュリアン・アサンジは、以下の様に指摘した（2013年11月）。
指摘に対するコメント
アメリカ合衆国通商代表のマイケル・フロマンは「ウィキリークスの公開文書から結論を導き出さないように」と発言、公開文書の信憑性についてはコメントせず、「合意はまだ存在せず、引き続き交渉中で最終的な条文は存在しない」と述べた。
日本のTPP担当相甘利明はウィキリークスが公開した文書について、「公開文書の信憑性や事実関係はかなり疑わしい」と述べた。

### ISDS条項
ISDS条項（投資家対国家の紛争解決）は企業や投資家側に非常に大きな権力を与える。国家が課す法・規制が外国の企業の将来的損失となる場合、ISDS条項に従ってその企業はその国家を訴えることができ仲裁人は国家の国内法に従う必要がない。その法的争いの場も特別法廷であり公正ではない。国際法の人権についての専門家アルフレッド・デ・ゼイヤスはISDS条項と特別法廷に関して投資家が政府を訴えられるが政府が投資家を訴えられないことは不公正だと述べる。
コロンビア大学教授ジェフリー・サックスらがTPPに含まれるISDS条項を削除するべきと唱えている。TPPやTTIPに含まれるISDS条項はNAFTAに含まれるISDSをさらに拡大させたものになる。そのISDS条項は防衛・食品安全・薬品安全・環境保護・医療サービス・気候変動など米国政府の様々な政策に関心を持つ市民にとって大きな懸念事項になるとサックス教授らは述べる。
環境保護目的のための法・規制が石油・ガス関連企業の将来的損失になるとみれば、それら企業が政府相手に法的措置をとり大きな賠償金を得る可能性もある。すでに石油・ガス関連会社Lone Pine Resources Inc.はNAFTAに含まれるISDS類似条項を使ってカナダ政府を訴えている。ケベック州がセントローレンス川下での水圧破砕法を止めるための法案を通したことが企業側の利益を損ねるとしたためである。
2015年11月上旬、バラク・オバマ政権はトランスカナダ(カナダの企業)による米国とカナダを連結する石油パイプライン建造の申し出を拒否した。そのパイプライン建造は米国の国益にならないことと気候変動への取り組みに悪影響がでることが理由であった。しかしながらその2か月後トランスカナダはオバマ政権の決定を不服とし、NAFTA11条のISDSを以って米国政府を訴えた。そしてパイプライン建造計画中止にかかる損失と将来的な収益減の補償として150億ドルもの金額を米国政府に要求した。これといくらか類似するケースで企業側が勝利していることも無視できない。仮に米国政府がトランスカナダに法的勝利したとしてもそれはNAFTAの制度の下であり、TPPの制度において米国政府が訴訟を回避するために何百万ドルを費やす恐れがある。
2018年、トランプ政権はISDS条項を否定する方針を取っている。

### 底辺への競争
バーニー・サンダース米上院議員はNAFTAなど過去に米国が締結した自由貿易協定（FTA）の結果おこったことを分析し、TPPに強く反対する。TPPに加盟すればベトナムやマレーシアなど労働法が国際基準から大きく離れた国々と米国が競争する事態となる。もし競争となれば、企業側は低賃金・長時間労働など劣悪な労働環境で労働者を働かせて搾取できるようなそれらの国々に生産拠点を移すだろう。雇用がオフショアされない場合では、それらの国々と競争するために企業が人件費などを削らざるをえなくなる。結果として賃金が低下していく。それらの国々と競争することは自由貿易ではなく底辺への競争であるとサンダースは述べる。
サンダー・レヴィン米下院議員は「ベトナムの法は国際的労働法基準とのコンプライアンスからはずれている。もし独立した労働組合をつくろうとすれば囚人となってしまう。」と指摘。対するバラク・オバマはTPPによってアジア諸国の労働者の労働環境が良くなるとし、ベトナムの労働者が独立した労働組合を結成できるようになると主張した。だが2015年5月時点でさえベトナム労働法と国際労働法基準には大きな隔たりがある。TPP発効初日から突然ベトナム労働法が修正されて国際基準にまで引き上がるとは考えにくい。レヴィンは、ベトナム政府やマレーシア政府がそれらの労働法を国際基準まで引き上げるという根拠は無いと述べる 。
エリザベス・ウォーレン上院議員は2015年5月にレポートを発表しTPPの問題点を指摘した。そのレポートによれば米国が過去に締結した自由貿易協定には、労働法について協定の内容と現実に大きな隔たりがあった。ペルーやコロンビアなどと結んだ協定では、労働組合への暴力を減らすためにバラク・オバマが2011年にコロンビアとアクションプランを採用した。だが現実はその4年後に約100名もの労働組合員が殺され約1300人もの組合員が死の脅迫をうけていた。

### 外国人労働者の受け入れを促進
カナダのAFLによれば、TPPによって経営者側が際限なき数の外国人労働者をカナダに連れてくることができるようになり、経営者側がカナダ人を雇いにくくなるという。カナダの労働市場が変えられてしまい、下級労働者を搾取するような流れになると考えられている。

## 分析
ハフィントン・ポストではDean Bakerの見解、実質的にはTPPは大企業の利権を増幅させることがその目的であり、自由貿易とは関係がない、を報じている。
ノーベル経済学賞受賞者ジョセフ・スティグリッツによれば、TPPは最悪の貿易協定であるという。
TPPは環境保護のための規制、保健、安全性のための規制、マクロ経済に影響を与える金融部門の規制などに大きな制限をかけるものである。それらの規制がTPPの条項に違反すると解釈されれば海外の投資家らが政府を訴えることができ、裁判は私的な特別法廷で行われる。過去の判例からもわかるようにそのような特別法廷では、海外投資家が公正で正当な扱いを受けるべきだとする要求を、政府による規制が不当であるという根拠として解釈されていた。たとえそれらの規制が正当性のあるものであり、新たに発見された害から市民を守るための規制だったとしてもである。
6000ページをこえる協定の内容も複雑であり、政府を相手取って温室効果ガスの規制までもが訴訟の対象となり、その他の非常に幅広い領域において訴訟の対象になる可能性が依然として残っている。
さらには内国民待遇条項によって、大企業が最上級の扱いを受けられるホスト国での扱いと同じ扱いを要求でき、これは底辺への競争につながる。米国大統領バラク・オバマの約束したこととは正反対のことが起こるのである。TPPは21世紀の貿易ルール作りを主導する国が米国なのかそれとも中華人民共和国なのかを決定するものだとオバマは繰り返し述べていたが、本来は透明性を保ちつつ皆の意見を聞きながら協調してルールを作っていくべきだろう。しかし現実は米国の大企業によってそれらのルール作りがなされているのである。これは民主主義的原則を重んじる人間にとっては許容できないものである。
ノーベル経済学賞受賞者ポール・クルーグマンによれば、TPPによって多国籍企業が主権国家を訴え、その裁判が部分的に民営化された司法団体によって裁かれるようなシステムが作られてしまうのだという。
TPPに含まれるISDS条項によって大企業が政府を訴えることが出来、その仲裁は特別法廷の場でなされる。
薬の特許や映画のコピーライトといった知的財産権も強化され、顧客の出費は上昇する。薬価は上昇し人々が薬剤にアクセスできなくなることが懸念される。
ゴールドマン・サックスといった巨大銀行がISDS条項を含んだTPPを推進しているのは、それを使って彼らにとって不都合な金融市場の規制を無効化することが可能になるからである。